# El fin del amor (sèrie de televisió)
El fin del amor és una sèrie de televisió dramàtica argentina de 2022, produïda per Amazon Prime Video i MGM International TV Productions en associació amb K&S Films.
El seu argument està basat en l'assaig de Tamara Tenenbaum, que va ser un èxit de vendes,, El fin del amor, querer y coger (2019). Compta amb Erika Halvorsen com showrunner i guionista al costat de Tenenbaum, mentre que l'actriu i cantant Lali Espósito és la productora executiva a més de la protagonista.
La sèrie de 10 capítols, va començar el seu rodatge a Buenos Aires el 20 d'agost de 2021, i es va estrenar el 4 de novembre de 2022 per la plataforma Amazon Prime Video.

## Argument
Tamara (Lali Espósito), és una jove nascuda i criada en el si d'una comunitat jueva ortodoxa que després de confrontar de manera inesperada la seva educació i cultura, deixa al seu nuvi per a rebel·lar-se contra el concepte tradicional del romanç, tal com ho va fer amb la seva vida religiosa. Tot això, perquè desitja descobrir i viure altres formes, amb altres ideals, o més aviat sense ells.

## Episodis
| Temporada | Temporada | Episodis | Episodis | Dates d’emissió       | Dates d’emissió       |
| Temporada | Temporada | Episodis | Episodis | Primera emissió       | Última emissió        |
| --------- | --------- | -------- | -------- | --------------------- | --------------------- |
|           | 1         | 10       | 10       | 4 de novembre de 2022 | 4 de novembre de 2022 |

## Repartiment

### Principales
- Lali Espósito com Tamara Tenenbaum
- Verónica Llinás com Ruth Fridman
- Vera Spinetta com Juana Herrero
- Julieta Giménez Zapiola com Laura Almería
- Andrés Gil com Federico Villanueva
- Candela Vetrano com Debi Tenenbaum
- Brenda Kreizerman com Sara Levy
- Mariana Genesio Peña com Ofelia Weitzman
- Lorena Vega com Mora Bicker
- Martina Campos com Mijal Tenenbaum
- Mike Amigorena com Rodo Pizzicato
- Alejandro Tantanian com Tanta Ternura

- Gabriel Martín Fernández com Enri

## Producció
El 4 d'octubre de 2022, es va anunciar a través d'un avanç que la sèrie s'estrenaria exactament un mes després, el 4 de novembre del mateix any.

## Recepció

### Resposta pública
Durant el cap de setmana de la seva estrena, El fin del amor va ser la desena sèrie més vista en Prime Vídeo a nivell mundial i la sèrie en castellà més vista arreu del món. També va ser el programa més vist a l'Afganistan, l'Argentina, Colòmbia, Espanya, Guatemala, Israel, Jordània, Mèxic, Paraguai, República Dominicana, l'Uruguai i Veneçuela, aconseguint el top 10 en vint-i-sis països.

### Recepció de la crítica
El fin del amor va rebre una resposta positiva dels crítics. Paula Vázquez Prieto de La Nación li va atorgar a la primera temporada de la sèrie quatre estrelles de cinc i va escriure: «L'adaptació d'Erika Halvorsen i la pròpia Tenembaun exploren una mirada generacional que resulta genuïna, que potser s'adhereix a uns certs clisés [...], però ho fa des d'un humor honest, sense falsos cinismes ni superacions impostades». De manera similar, Juan Tomás Erbiti de Clarín, va escriure que: «El fin del amor demostra que es pot apostar per relats generacionals àgils que interpel·len a l'audiència, lluny de clixés superficials i/o al·legats solemnes».

## Premis i nominacions
| Any  | Premi                  | Categoria                                                        | Treball                                                        | Resultat  | Ref.          |
| ---- | ---------------------- | ---------------------------------------------------------------- | -------------------------------------------------------------- | --------- | ------------- |
| 2023 | Premis Sur             | Millor sèrie de ficció                                           | El fin del amor                                                | Nominat   | [ 10 ]        |
| 2023 | Produ Awards           | Millor sèrie adaptació                                           | El fin del amor                                                | Pendent   |               |
| 2023 | Produ Awards           | Millor actriu principal - sèrie i minisèrie de comèdia dramàtica | Lali Espósito                                                  | Pendent   |               |
| 2023 | Produ Awards           | Millor actriu de repartiment - sèrie i minisèrie                 | Mariana Genesio Peña                                           | Pendent   |               |
| 2023 | Produ Awards           | Millor showrunner - comèdia i comèdia dramàtica                  | Érika Halvorsen                                                | Pendent   |               |
| 2023 | Premis Cóndor de Plata | Millor sèrie de comèdia i/o musical                              | El fin del amor                                                | Nominat   | [ 11 ] [ 12 ] |
| 2023 | Premis Cóndor de Plata | Millor direcció                                                  | Leticia Dolera, Daniel Barone y Constanza Novick               | Nominat   | [ 11 ] [ 12 ] |
| 2023 | Premis Cóndor de Plata | Millor actriu protagonista en comèdia i/o musical                | Lali Espósito                                                  | Guanyador | [ 11 ] [ 12 ] |
| 2023 | Premis Cóndor de Plata | Millor actor de repartiment en comèdia i/o musical               | Mike Amigorena                                                 | Nominat   | [ 11 ] [ 12 ] |
| 2023 | Premis Cóndor de Plata | Millor actriu de repartiment en comèdia i/o musical              | Mariana Genesio Peña                                           | Nominat   | [ 11 ] [ 12 ] |
| 2023 | Premis Cóndor de Plata | Millor actriu de repartiment en comèdia i/o musical              | Verónica Llinás                                                | Guanyador | [ 11 ] [ 12 ] |
| 2023 | Premis Cóndor de Plata | Revelació femenina                                               | Julieta Zapiola                                                | Nominat   | [ 11 ] [ 12 ] |
| 2023 | Premis Cóndor de Plata | Millor guió adaptat                                              | Erika Halvorsen i Tamara Tenenbaum                             | Guanyador | [ 11 ] [ 12 ] |
| 2023 | Premis Cóndor de Plata | Millor direcció de fotografia                                    | Luciano Badaracco, Nicolás Trovato i Leandro Filloy            | Nominat   | [ 11 ] [ 12 ] |
| 2023 | Premis Cóndor de Plata | Millor disseny de vestuari                                       | Patricia Conta                                                 | Nominat   | [ 11 ] [ 12 ] |
| 2023 | Premis Cóndor de Plata | Millor música original                                           | Iván Wyszogrod                                                 | Nominat   | [ 11 ] [ 12 ] |
| 2023 | Premis Cóndor de Plata | Millor cançó original                                            | «Bailarás» – Martín D'Agosto, Mauro de Tomasso i Lali Espósito | Guanyador | [ 11 ] [ 12 ] |
| 2023 | Premis Cóndor de Plata | Millor disseny de so                                             | Gonzalo Matijas i Matías Vilaró                                | Nominat   | [ 11 ] [ 12 ] |
| 2023 | Premis Cóndor de Plata | Millor direcció de càsting                                       | Iair Said i Martina López Robol                                | Nominat   | [ 11 ] [ 12 ] |
| 2023 | Premis Cóndor de Plata | Millor maquillatge i perruqueria                                 | Valeria Bredice y Ricardo Molina                               | Nominat   | [ 11 ] [ 12 ] |
| 2023 | Premis Cóndor de Plata | Premio del público BA audiovisual                                | El fin del amor                                                | Nominat   | [ 11 ] [ 12 ] |